# Putney Bridge (Metropolitano de Londres)
Putney Bridge é uma estação do Metrô de Londres no ramal Wimbledon da linha District. Fica entre as estações Parsons Green e East Putney e está na Zona 2 do Travelcard. A estação está localizada no sul de Fulham, adjacente à Fulham High street e à New Kings Road (A308) e fica a uma curta distância do extremo norte da Putney Bridge, da qual leva o nome.

## História
A estação foi inaugurada em 1 de março de 1880 como Putney Bridge & Fulham quando a District Railway (DR, agora a linha District) estendeu sua linha ao sul de West Brompton. O terminal da linha até 1889, quando a DR construiu a ponte ferroviária de Fulham através do rio Tâmisa e estendeu a linha para o sul até a estação East Putney recém-construída da London and South Western Railway (L&SWR), onde se conectou à nova linha da L&SWR para Wimbledon. Os serviços da estação para Wimbledon começaram em 3 de junho de 1889. A estação tem uma fachada ornamentada de tijolos amarelos na entrada.
Em 1 de setembro de 1902, a estação foi renomeada como Putney Bridge & Hurlingham referindo-se à sua proximidade com o Hurlingham Park e o Hurlingham Club. Recebeu seu nome atual em 1932. Apesar de receber o nome da Putney Bridge, a estação de metrô fica na verdade no lado de Fulham do Tâmisa e não está localizada em Putney.

## Locais de interesse próximos
Uma casamata da Segunda Guerra Mundial pode ser vista claramente na extremidade sul da plataforma sul, com vista para a ponte ferroviária de Fulham. A casamata de concreto foi construída em 1940 como linha final de defesa caso as tropas alemãs invadissem Londres. Foi concebido como um posto de observação fortificado com brechas estreitas (mais ou menos como um castelo) para proteger o habitante e, ao mesmo tempo, permitir-lhe disparar contra os intrusos.
Além do Hurlingham Club e do Hurlingham Park, o Palácio de Fulham, listado como Grau I, e seu jardim restaurado, a antiga casa dos Bispos de Londres, em Bishop's Park, fica próximo ao norte e contém um pequeno museu. A histórica Igreja de Todos os Santos, Fulham e seu cemitério estão na rota ribeirinha para o Palácio de Fulham.
O estádio Craven Cottage do Fulham Football Club fica a cerca de 1 km a noroeste e a estação de metrô costuma ficar muito movimentada em dias de jogos.

## Desenvolvimentos recentes
Putney Bridge tinha uma plataforma de baía (plataforma 2) que só podia acomodar trens do estoque C e estava localizada entre os atuais trilhos no sentido leste e oeste. Depois que o estoque C foi retirado de serviço em junho de 2014, a plataforma da baía deixou de ser usada e a via foi levantada em outubro de 2015.
Esta plataforma voltou a ser usada em maio de 2016. A extremidade terminal anterior está agora unida ao trilho oeste e a plataforma 3 não está mais em uso e está cercada. Isso eliminou a restrição de velocidade de 10 mph anteriores no lado oeste.

## Conexões
As rotas de ônibus de Londres 14, 22, 39, 85, 93, 74, 220, 265, 270, 378, 414, 424, 430 e as rotas noturnas N22, N33, N72 e N74 atendem a estação.

## Galeria

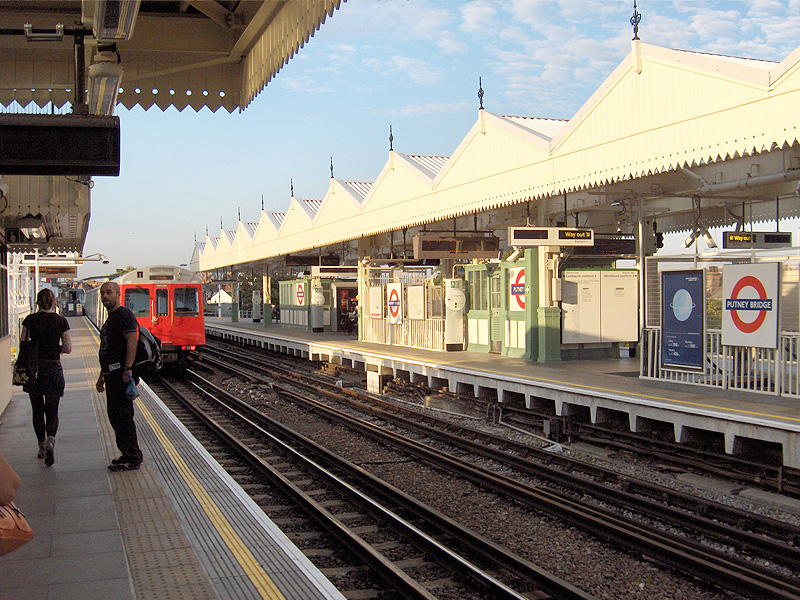
Plataformas da estação subterrânea de Putney Bridge (setembro de 2006)
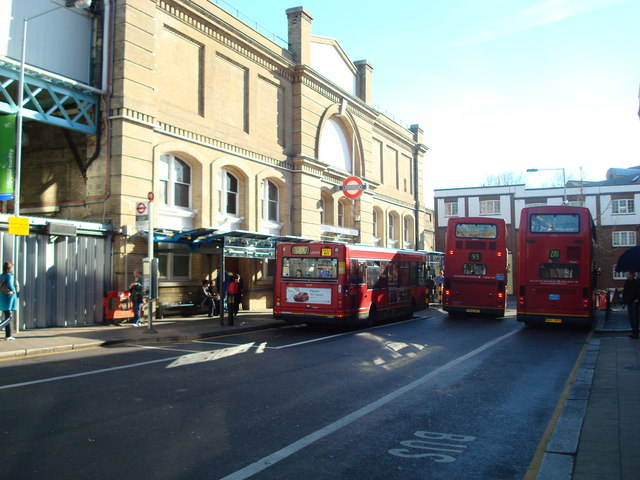
A parte externa da estação Putney Bridge
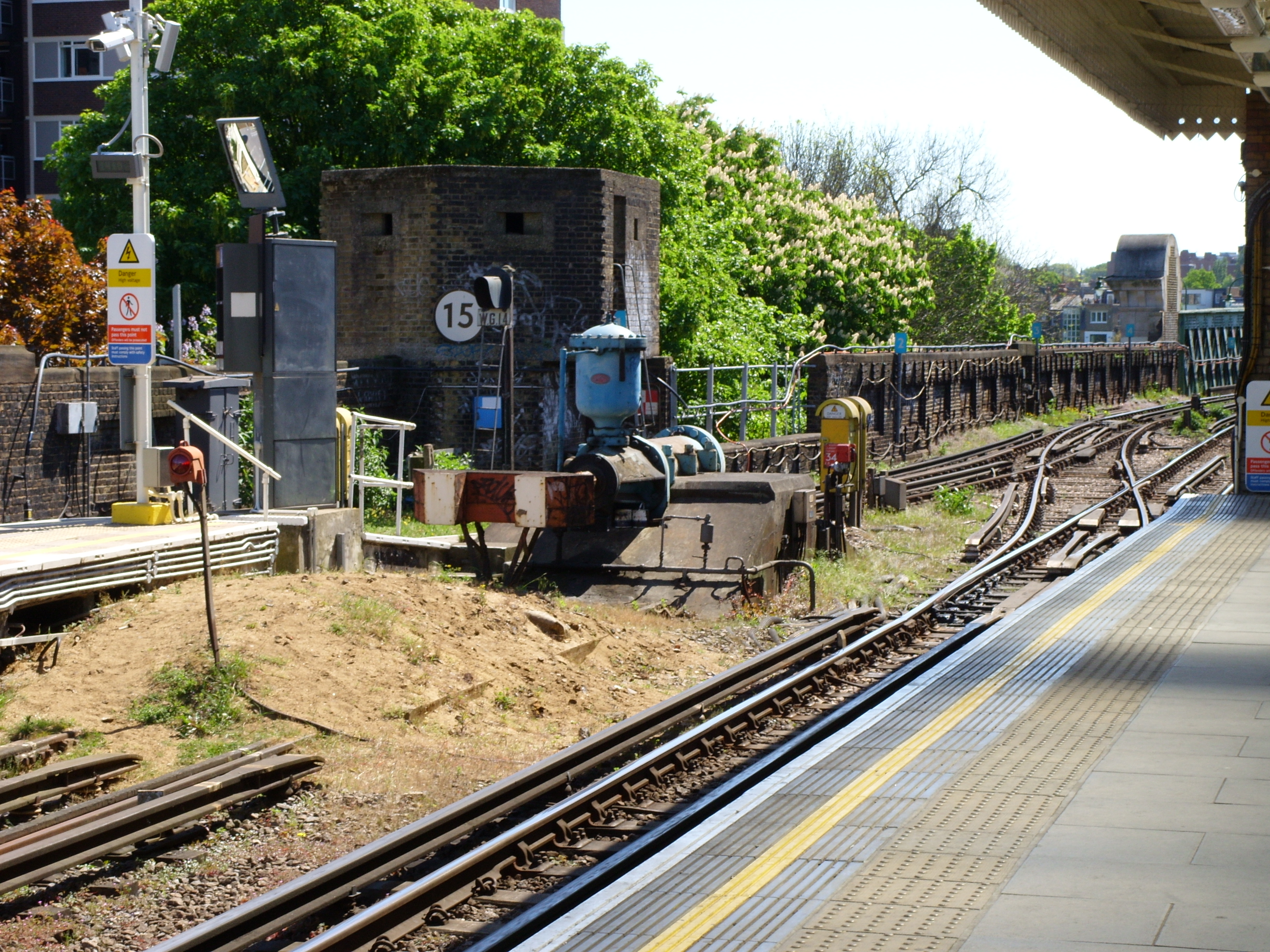
Extremidade sul das plataformas na estação Putney Bridge, mostrando o revestimento reverso, a casamata da 2ª Guerra Mundial defendendo a ponte e a ponta norte da ponte